# 3-hydroxypyridine
3-Hydroxypyridine is een pyridinederivaat met een hydroxylgroep in positie 3. Het is een lichtbruin tot beige poeder. De stof is irriterend voor de ogen, de ademhalingswegen en de huid.

## Synthese
De verbinding kan bereid worden door de hydrolyse van pyridine-3-sulfonzuur of de kalium- en natriumzouten van dit sulfonzuur in waterige oplossing.

## Toepassingen
3-Hydroxypyridine is een tussenproduct in de synthese van diverse biologisch actieve stoffen, zoals geneesmiddelen of herbiciden, waaronder:
- 2-chloor-3-hydroxypyridine door reactie van 3-hydroxypyridine met natriumhypochloriet. Het is een intermediaire verbinding in de synthese van herbiciden[2];
- 2-amino-3-hydroxypyridine, door de Tsjitsjibabin-reactie van 3-hydroxypyridine met natriumamide[3]. 2-Amino-3-hydroxypyridine is een tussenproduct in de synthese van verschillende geneesmiddelen en ook van bepaalde azokleurstoffen[4];
- benzostigmine of benzpyriniumbromide (een parasympathicomimeticum);
- pyridostigmine (Mestinon)[5] en distigmine (Ubretid) (beide cholinesteraseremmers).

Andere afgeleide verbindingen van 3-hydroxypyridine zijn onder meer:
- 3-hydroxy-2-nitropyridine;
- 3-methoxy-2-nitropyridine;
- 3-piperidinol dat gevormd wordt door de hydrogenering van 3-hydroxypyridine.